# Antonio Savorgnan
Antonio Savorgnan (1458 – Villaco, 27 maggio 1512) è stato un politico italiano.

## Biografia

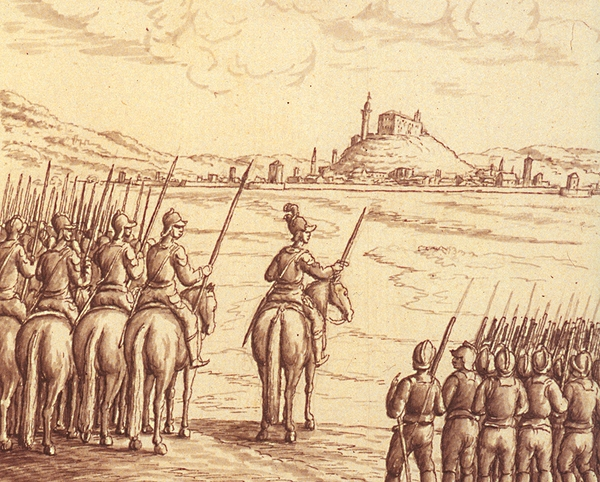
Raffigurazione di Antonio Savorgnan alla guida dei suoi uomini verso Udine durante la rivolta del giovedì grasso

Antonio, della famiglia aristocratica friulana dei Savorgnan, nel 1511 suscitò con uno stratagemma la rivolta conosciuta come Crudel Joibe Grasse, inscenando il giorno di giovedì grasso, il 27 febbraio, un attacco imperiale a Udine e sollevando il popolo a difesa della città: nel caos della situazione, indirizzò la massa popolare e le cernide di cui era a capo, riunite nella fazione filoveneziana degli Zamberlani, contro la nobiltà filoimperiale, che fu in gran numero trucidata, e in particolare contro i Della Torre, riferimento degli Strumieri.
Su di lui, nel medesimo anno, ricadde la responsabilità della difesa del Friuli, dominio della Serenissima, dagli attacchi che l'Impero tedesco (in mano agli Asburgo d'Austria) metteva in atto in quel periodo, in una situazione particolarmente ostica, a causa della carenza di uomini e di pezzi d'artiglieria e del passaggio di personaggi di rilievo alla causa imperiale.
Di fronte alla prospettiva di un saccheggio di Udine e a seguito della promessa di condizioni vantaggiose, come il mantenimento delle proprietà e dei feudi e un'alleanza permanente con l'imperatore, si arrese anch'egli all'invasore. La repubblica, sentendosi tradita, non la prese bene: il Consiglio dei Dieci stabilì un premio pari a cinquemila ducati, somma aggiunta all'eventuale revoca dell'esilio, per il suo assassinio.
Nel 1512 alcuni nobili friulani, tra i quali Girolamo e Agostino Colloredo, Giovanni Giorgio Zoppola e Giovanni Enrico Spilimbergo, che gli inferse la stoccata finale, lo aggredirono presso la chiesa di San Giacomo a Villaco e lo ammazzarono nel vicino cimitero, dove si era rifugiato.